# Quarkus
Quarkus був створений командою Red Hat для Java розробників як інструмент стоврення програм для cloud-native підходу до розробки. Quarkus позиціонується як Kubernetes-native (той, що працює в Kubernetes "з коробки") фреймворк, оснований на мові програмування Java з підтримкою віртуальних машин GraalVM та HotSpot. Він базується на сучасних бібліотеках та стандартах Java. Ціль проекту - зробити Java як платформу для Kubernetes та serverless та інших середовищ для запуску програм. Альтернативами фреймворку є Spring, Micronaut, Play.
Проект розміщений в репозиторії GitHub з відкритим кодом - https://github.com/quarkusio/quarkus.
Quarkus є Open Source проектом з ліцензієї "Apache License version 2.0". Суспільство розробників має можливість напряму взаємодіяти та впливати на продуктовий код.

## Стандарти
Quarkus реалізований через наступні специфікації Jakarta (раніше JavaEE):
- Jakarta Contexts and Dependency Injection 4.0 (Lite)
- Jakarta Bean Validation 3.0
- Jakarta Persistence 3.1
- Jakarta Transactions 2.0
- Jakarta RESTful Web Services 3.0
- Jakarta JSON Processing 2.0
- Jakarta JSON Binding 2.0
- Jakarta Batch 2.0

## Контейнеризація

Дизайн Quarkus оснований на "container-first" філософії. Це означає, що програми, основані на Quarkus, є оптимізованими під системи з невеликою вількістю оперативної пам'яті та пришвидшеного першого запуску. Оптимізація запуску програми проходить за рахунок не використання рефлексії, як наприклад, в Spring, а набору окремих біблітоек та проксі.

## Версіонування
| Версія        | Дата         | Коментарі    |
| ------------- | ------------ | ------------ |
| 0.12          | Mar 20, 2019 | Перший реліз |
| 1.0           | Nov 2019     |              |
| 2.0           | Jun 2021     |              |
| 3.0.1         | Mar 2023     |              |
| 3.2.6         | Oct 2023     | LTS (3.2)    |
| 2.16.12.Final | Oct 17, 2023 |              |
| 3.2.7.Final   | Oct 19, 2023 |              |
| 3.5.0         | Oct 25, 2023 |              |
| 3.2.9.Final   | Nov 17, 2023 |              |
| 3.6.0         | Nov 29, 2023 |              |
| 3.2.10.Final  | Jan, 2024    |              |
| 3.7.1         | Jan, 2024    |              |
| 3.8.1         | Feb, 2024    | LTS (3.8)    |
| 3.10.0        | Apr, 2024    |              |
| 3.13.0        | July, 2024   |              |
| 3.14.4        | Sep, 2024    |              |